# 一公升的眼淚 (電視劇)
《一公升的眼淚》（1リットルの涙），是一部日本電視劇，由木藤亞也的同名著作所改編，在2005年10月11日到12月20日每逢星期二日本時間21:00—21:54時段於日本富士電視台播放，收視率平均為16.16%，亦於2006年10月15日開始逢星期日晚上10:30於香港無綫電視翡翠台播放，台灣則於2007年7月2日起逢星期一至四晚上10:00於JET日本台播放。此外，於2007年4月5日於富士電視台播放特別篇。台灣緯來日本台在2013年3月26日起再次重播。

## 主要角色
- 池內亞也（作者本人）：澤尻英龍華 飾（粵語配音：曾秀清）

本劇主角，積極活潑的性格令她非常受到身邊的人喜愛。平日有在自己家經營的豆腐店幫忙，屬心地善良和藹可親的好學生，從初中的時候便開始加入學校籃球部，亦喜歡了籃球部的學長。在2005年3月，正臨近應考高中入學試的時候，當時15歲的亞也診斷患上脊髓小腦萎縮症，在症狀發展及趨向嚴重期間經歷著各種各樣的事，一面流著眼淚的同時，一面努力面對疾病和命運。在絕望中得到母親潮香的鼓勵，以寫日記（文章）找到自己生存的意義，一直抱著的願望就是能夠幫助他人。最後在25歲時去世，父母也遵照她的意願，把遺體捐贈給醫學院，成為『大體老師』，作為醫學研究用途。
- 池內潮香（作者母親）：藥師丸博子 飾（粵語配音：陳凱婷）

亞也的母親，職業是一名保健師，盡心盡力，聰明及仁慈的女性。但是，有時候也會顯現出嚴厲的一面。即使在面對症狀一步步轉差的亞也時抱持著不安和各樣問題，仍能以保健師的知識及母親的關愛與勇氣，和家人一起持續努力地支持亞也。不久之後，因為她對亞也所說的一番話，給予了亞也的人生一個大方向。
- 池內瑞生（作者父親）：陣内孝則 飾（粵語配音：陳永信）

亞也的父親，豆腐店的老闆。有時看起來又很孩子氣，一方面給人天真，單純和有膽量的印象，亦有感情脆弱的一面，是成長於小商業社區的典型人物。作為父親，他與潮香和子女們一起持續地支持亞也。在池內家中，是繼亞也之後另一個被描寫最多哭泣的人。如果以「靜」來比喻潮香的眼淚，則他的眼淚便應歸類為「動」。
- 池內亞湖（作者妹妹）：成海璃子 飾（粵語配音：張頌欣）

亞也的大妹，由於正處於青春期當中，因此性格有點反叛和經常與父親吵嘴。非常喜歡打扮，也十分擅長繪畫。在不瞭解亞也的病情之前，常覺得父母親偏袒亞也而有所不滿，但隨著亞也病情的發展，令其本來善解人意的性格續漸表露出來，並代替姐姐從東高畢業，日後也和母親一樣成為一名保健師。
- 池內弘樹（作者弟弟）：真田佑馬（日语：真田佑馬）（傑尼斯Jr.） 飾（粵語配音：袁淑珍）

亞也的弟弟，熱愛足球。雖然因為亞也生病的緣故，有時受到周遭同輩恥笑，曾嫌棄姐姐的疾病，但經亞湖的訓勉已知道自己的錯，基本上仍是一個性格堅強的孩子。
- 池內理加（作者妹妹）：三好杏依（日语：三好杏依） 飾，第10～11集：三好結稀 飾（杏依的姊姊）（粵語配音：何璐怡）

亞也最小的妹妹。年幼時的口頭禪是「理加也是」。與亞湖一樣，有繪畫的才能。
- 麻生遙斗（作者同學）：錦戶亮 飾（粵語配音：李致林）

亞也的同學兼戀人，屬於獨立思考並且行動的類型。其笨拙頑固的個性與其父親一模一樣。因為哥哥意外事故的關係，和父親的關係變得對立，也不肯向別人打開心房。對於有關亞也的事，不只愛她，亦處處維護她。由於有這種想法，不久之後便決定了自己未來的志向，入讀常南大學醫學部。
- 水野宏（主診醫生）：藤木直人 飾（粵語配音：黃啟昌）

亞也的主診醫生，在常南大學附屬醫院的神經內科工作。專科為脊髓小腦萎縮症的治療及研究。本身在支持亞也及其父母的同時，自己亦受到努力面對疾病的亞也影響而有所改變，是其中一個對遙斗帶來巨大影響的人。
- 河本祐二（籃球部學長）：松山研一 飾（粵語配音：陳振安）

亞也在籃球部的學長，中學時代開始暗戀的對象，男子籃球部的隊長，但自亞也患病後就開始疏遠亞也。
- 杉浦麻里（亞也同學和好友）：小出早織（日语：早織） 飾（粵語配音：林元春）

亞也的同學，中學時代開始已經是非常要好的朋友，與亞也同為女子籃球部。總是為亞也擔心。
- 松村早希（亞也同學和好友）：松本華奈（日语：松本華奈） 飾（粵語配音：林雅婷）

亞也的同學，同班兼同為女子籃球部而成為朋友，因為亞也有病怕她拖累球隊，因此對亞也不滿，但後來得知亞也的情況，二人和好。
- 及川明日美（亞也在養護學校的好友）：大西麻惠 飾（粵語配音：沈小蘭）

亞也在養護學校認識的同學、也是亞也的室友。同樣罹患小腦脊髓萎縮症， 她們初相識時，明日美已喪失行走能力，也開始喪失說話能力。
飾演及川明日美的大西麻惠為電影版的女主角。

## 播放日期、副题、收视率
| 集數       | 播放日期   | 播放日期   | 原文副題   | 中譯副題             | 收視率 | 收視率 |
| 集數       | 日本       | 香港       | 原文副題   | 中譯副題             | 日本   | 香港   |
| ---------- | ---------- | ---------- | ---------- | -------------------- | ------ | ------ |
| 1          | 2005/10/11 | 2006/10/15 |            | 青春的開始           | 13.5%  | 21點   |
| 2          | 2005/10/18 | 2006/10/22 |            | 15歲，慢慢靠近的病魔 | 15.1%  | 20點   |
| 3          | 2005/10/25 | 2006/10/29 |            | 病魔為什麼選上我？   | 13.5%  | 16點   |
| 4          | 2005/11/01 | 2006/11/05 |            | 兩個人的孤獨         | 12.3%  | 17點   |
| 5          | 2005/11/08 | 2006/11/12 |            | 身心障礙手冊         | 14.6%  | 16點   |
| 6          | 2005/11/15 | 2006/11/26 |            | 異樣的眼光           | 15.2%  | 19點   |
| 7          | 2005/11/22 | 2006/12/03 |            | 我存在的地方         | 16.2%  | 14點   |
| 8          | 2005/11/29 | 2006/12/10 |            | 一公升的眼淚         | 15.4%  | 16點   |
| 9          | 2005/12/06 | 2006/12/17 |            | 活在當下             | 15.5%  | 15點   |
| 10         | 2005/12/13 | 2006/12/24 |            | 情書                 | 16.6%  | 12點   |
| 大結局     | 2005/12/20 | 2006/12/30 |            | 到流盡淚水的遠方     | 20.5%  | 18點   |
| 特別篇     | 2007/04/05 | ---        |            | 追憶                 | 17.0%  | ---    |
| 平均收視率 | 平均收視率 | 平均收視率 | 平均收視率 | 平均收視率           | 16.16% | 16.73% |

## 與原著相異處
- 亞也和家人的姓氏改為「池內」。
- 現實中亞也有五位兄弟姐妹（依序排列：亞也、亞湖、弘樹、賢太郎、理加），但劇中只有四人（一男三女），小弟賢太郎於劇集內沒有登場。
- 劇中亞也的父親經營豆腐店，但現實中的亞也爸爸是上班族。（參見亞也媽媽木藤潮香所著《人生的障礙》）
- 故事背景圍繞在兩個名為「朝日奈市」及「加住市」的虛構地方，並非現實中的愛知縣豐橋市。
- 現實中的亞也是在中學三年級已發病的，但電視劇中亞也雖然在中學三年級，應考高校入學試的時候才出現症狀，正式被診斷患上脊髓小腦萎縮症則變更為入讀「明和台東高校」（現實中的愛知縣立豐橋東高等學校（日语：愛知県立豊橋東高等学校））之後。（亞也日記裡對其主診醫生的描述中也有提及豐橋東高等學校，這是亞也心中的名校，劇組在千葉縣千葉市的一所高中進行外景拍攝）。
- 主診醫生也由女性變成男性角色。（一般認為是為了讓藤木直人參演）
- 現實中的亞也在發病前沒有參加體育活動。
- 現實中的亞也沒有戀人。劇中被設定為亞也戀人的「遙斗」是電視台應亞也的母親潮香要求「想讓亞也談戀愛」而虛構的。遙斗是生物部的學生，原著裡也有生物部的學生出現。
- 轉校的養護學校為「加住市立加住養護學校」（在東京都內一所養護學校拍攝，現實中的「愛知縣立岡崎養護學校（日语：愛知県立岡崎養護学校）」）。
- 在亞也生活的1980年代，書信是主要的聯絡方式，劇中故事的背景改為2005年，聯絡方式改為使用行動電話。公共電話也由以前的撥盤式改為現在的按鍵式。
- 由於亞也被設定為1989年出生（即現實中亞也去世後一年），20歲時入住常南大學附屬醫院（拍攝地點在東京大學附屬醫院）變成2009年，逝世年份變成2014年，所以結局變成未來的事。
- 根據最後一集的照片：
  - 明和台東高校的校服底色是白色，愛知縣立豐橋東高等學校的底色是深藍色。
  - 池內使用的拼字版跟木藤使用的呈相反方向（從右至左 vs. 從左至右），池內使用的拼字版沒有數字。
  - 亞湖畢業於亞也退學的高中，跟媽媽一樣，走上護士之路。賢太郎、理加在高中畢業後，則分別成為社區警察和幼教輔助教師。

## 特別篇 ～追憶～
在劇集播放完畢後，劇集官方網站討論區留言持續不斷，佳評如潮，許多觀眾在觀賞劇集後重新反思生命的意義，因而促成特別篇的製作。《一公升的眼淚特別篇 ～追憶～》於2007年4月5日晚間21:00至23:48在日本富士電視台播出，故事講述亞也逝世五年後，以亞也的家人與虛構的戀人遙斗為中心展開，有許多原本劇情畫面的剪輯，亦交織部份新拍攝的畫面。

在亞也逝世後五年，一直陪伴在亞也身邊的妹妹亞湖走上護士之路，自醫學院畢業的遙斗則進入常南大學附屬醫院擔任神經內科醫生。

失去亞也的遙斗再次變得封閉、迷失自己，對無法挽救亞也的生命感到強烈的自責，因此對患者也都保持著距離。然而當遙斗看到年僅14歲、與亞也患有相同疾病的患者長嶋水紀失去求生意志的樣子，他決定把亞也的故事告訴水紀。

水紀感受到亞也當時的煩惱與痛苦，但仍然勇敢堅強求生的故事所激勵，萌生了與病魔對抗的意志，而遙斗也藉著說出亞也的故事而走出失去亞也的痛苦。

雖然亞也已經不在人世，但她所留下的回憶與痕跡，卻永遠留在她身邊人的心中。

## 登場人物及演員
- 池内亞也：澤尻英龍華
- 池内潮香（亞也的母親）：藥師丸博子
- 麻生遥斗（亞也的高中同學，神經内科醫師）：錦户亮
- 池内亞湖（亞也的妹妹，保健師）：成海璃子
- 池内理加（亞也的妹妹，高中1年級生）：森本更紗
- 池内弘樹（亞也的弟弟）：真田佑馬（日语：真田佑馬）
- 長嶋瑞姬（遥斗負責的患者，14歳）：岡本杏理
- 多岐川誠（復健科醫師）：甲本雅裕（日语：甲本雅裕）
- 櫻井奈緒子（神經内科總看護長）：岩橋道子（日语：岩橋道子）
- 長嶋恭子（水紀的母親）：大島智子（日语：大島さと子）
- 水野宏（亞也的主治醫師）：藤木直人（特別演出）
- 池内瑞生（亞也的父親）：陣内孝則

## 電視原聲帶
| 曲序 | 曲目                          | 时长 |
| ---- | ----------------------------- | ---- |
| 1.   | 一公升的眼泪（）              | 4:10 |
| 2.   | 跨越障礙（）                  | 2:35 |
| 3.   | 你所教授的東西 - 愛的主題（） | 3:18 |
| 4.   | 被愛包圍（）                  | 2:45 |
| 5.   | 暗示（）                      | 2:32 |
| 6.   | 砂時計（）                    | 4:17 |
| 7.   | 給你的長傳（）                | 2:28 |
| 8.   | 落日（）                      | 2:25 |
| 9.   | 病魔偷偷靠近（）              | 2:33 |
| 10.  | 仰望藍天（）                  | 2:20 |
| 11.  | 眼淚的意義（）                | 2:32 |
| 12.  | 宣告（）                      | 2:23 |
| 13.  | 已經不能再歌唱了（）          | 2:56 |
| 14.  | 如果可以向你伸手（）          | 3:07 |
| 15.  | 苦惱的旋律（）                | 2:54 |
| 16.  | 時間慢慢流逝（）              | 2:54 |
| 17.  | 找找看（）                    | 2:38 |
| 18.  | 熱鬧的團圓（）                | 2:22 |
| 19.  | 透明的世界（）                | 3:03 |
| 20.  | 有限的生命（插曲）（）        | 4:17 |
| 21.  | Only Human（Piano Version）   | 2:57 |
| 22.  | 粉雪（Piano Version）（）     | 4:34 |
| 23.  | Only Human（Cello Version）   | 3:06 |

## 榮獲

### 日本
- 文部科學省選定作品
- 青少年映畫審議會推薦作品
- 厚生勞動省社會保障審議會推薦作品

## 外部連結
- 《一公升的眼淚》 （页面存档备份，存于）－富士電視台 （日語）
- 《一公升的眼淚》緯來日本台官方網站 （页面存档备份，存于） （正體中文）
- 《一公升的眼淚》電視版原聲帶（舊） （正體中文）
- 《一公升的眼淚》 （页面存档备份，存于）－偶像劇場資料庫 （正體中文）

## 節目的變遷
| 日本富士電視台 週二晚間九點連續劇 | 日本富士電視台 週二晚間九點連續劇        | 日本富士電視台 週二晚間九點連續劇 |
| --------------------------------- | ---------------------------------------- | --------------------------------- |
|                                   | 一公升的眼淚 （2005.10.11 - 2005.12.20） |                                   |
| 海猿 （2005.7.5 - 2005.9.13）     | 護士小葵 （2006.1.10 - 2006.3.21）       |                                   |

| 翡翠台 週日 22:30 - 23:30           | 翡翠台 週日 22:30 - 23:30                        | 翡翠台 週日 22:30 - 23:30                                                     |
| ----------------------------------- | ------------------------------------------------ | ----------------------------------------------------------------------------- |
|                                     | 一公升眼淚(第1-10集) （2006.10.15 - 2006.12.24） |                                                                               |
| 女王的教室: 惡魔降臨 （2006.10.08） | 全城狂歡邁向2007                                 |                                                                               |
| 翡翠台 週六 22:00 - 23:15           |                                                  |                                                                               |
| 秋霞知音樂滿城 (2006.12.23)         | 一公升眼淚(第11集) （2006.12.30）                | 慈善星輝仁濟夜 (2007.01.06 20:30 - 22:30) 勁歌25年 (2007.01.06 22:30 - 23:30) |

| 緯來日本台 週一至週五 22:00至24:00     | 緯來日本台 週一至週五 22:00至24:00 | 緯來日本台 週一至週五 22:00至24:00 |
| -------------------------------------- | --- | ---------------------------------- |
|                                        | 一公升的眼淚 （一次播兩集） （2013.03.26 - 2013.04.02）                                                                                         |                                    |
| 再一次求婚 （2013.03.12 - 2013.03.25） | 日本人遊台灣搶孤打陀螺捕魚 （2013.04.03-清明節連假墊檔節目） ↓ 關8比賽中 （2013.04.04-清明節連假墊檔節目） ↓ 女信長 （2013.04.05 - 2013.04.06） |                                    |

| 香港 高清娛樂台 星期一至五 23:30 - 00:30 | 香港 高清娛樂台 星期一至五 23:30 - 00:30 | 香港 高清娛樂台 星期一至五 23:30 - 00:30 |
| ---------------------------------------- | ---------------------------------------- | ---------------------------------------- |
|                                          | 一公升眼淚 （2013.05.07 - 2013.05.21）   |                                          |
| （2013.04.22 - 2013.05.06）              | （2013.05.22 - 2013.05.31）              |                                          |